# Santa Vittoria in Matenano
Santa Vittoria in Matenano település Olaszországban, Marche régióban, Fermo megyében. Lakosainak száma 1189 fő (2023. január 1.). Santa Vittoria in Matenano Monteleone di Fermo, Montelparo, Montefalcone Appennino, Servigliano, Force és Monte San Martino községekkel határos.

## Képek

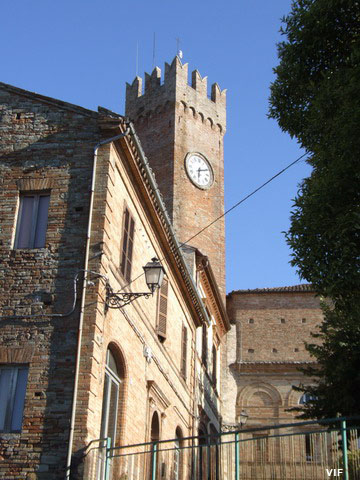
Santa Vittoria in Matenano